# آندریا اینگنری
آندریا اینگنری (انگلیسی: Andrea Ingegneri؛ زادهٔ ۱۸ ژانویهٔ ۱۹۹۲) بازیکن فوتبال اهل ایتالیا است.
از باشگاه‌هایی که در آن بازی کرده‌است می‌توان به باشگاه فوتبال پالرمو، باشگاه فوتبال بولونیا، و باشگاه فوتبال چزنا اشاره کرد.